# 在日スリランカ人
在日スリランカ人（ざいにちスリランカじん）は、日本に一定期間在住するスリランカ国籍の人々である。日本に帰化や亡命した人、およびその子孫のことをスリランカ系日本人と言う。

## 統計
日本の法務省の在留外国人統計によると、2023年末現在で在日スリランカ人は46,949人である。南アジア諸国の中ではネパール、インドに次ぐ規模となっている。都道府県別でみると千葉県が最も多く、そのうち山武市や八街市、富里市周辺には多くのスリランカ人が集住しているとされ、人口4万5千人の山武市内のスリランカ人は令和6年12月31日時点で1,078人に達する。
在留資格別（5位まで）
| 順位 | 在留資格                 | 人数   |
| ---- | ------------------------ | ------ |
| 1    | 技術・人文知識・国際業務 | 11,275 |
| 2    | 家族滞在                 | 9,114  |
| 3    | 留学                     | 7,661  |
| 4    | 永住者                   | 3,926  |
| 5    | 経営・管理               | 2,253  |

都道府県別（5位まで）
| 順位 | 都道府県 | 人数  |
| ---- | -------- | ----- |
| 1    | 千葉     | 7,252 |
| 2    | 神奈川   | 5,515 |
| 3    | 茨城     | 3,614 |
| 4    | 愛知     | 3,335 |
| 5    | 東京     | 3,016 |

## 犯罪
2024年11月、自動車窃盗の疑いでスリランカ人グループが逮捕された。
2025年2月には電力用の銅線ケーブルを盗んだ疑いでスリランカ人2人が逮捕された。
千葉のスリランカ人コミュニティでは多くの確執が報告されている。スリランカ人同士の殺人事件は、比較的少数であるにもかかわらず発生している。誘拐事件も発生している。
スリランカ人のコンビニ店員が客への性的暴行の疑いで逮捕された。
日本人もスリランカの詐欺師の標的になった。
2025年にブラジルのインフルエンサーが日本でスリランカ人男性に殺害された事件が世界中で話題になった。日本への旅行の安全性がメディアやインターネットで疑問視された。
2025年8月、スリランカ出身の男が他の2人の男を殴打した後、殺人容疑で逮捕された。

## 著名な在日スリランカ人・スリランカ系日本人
- アルボムッレ・スマナサーラ - 日本で上座部仏教（いわゆる「小乗仏教」）を説く仏僧。
- モンテ・カセム - 工学者、立命館アジア太平洋大学第2代学長。
- にしゃんた - 政治家、社会学者、タレント。
- アントン・ウィッキー - 農学者、タレント。